# Рагби клуб Тулон
Тулон (енгл. Rugby Club Toulonnais) је француски рагби јунион клуб из града Тулон који се такмичи у Топ 14. Боје Тулона су црвена и црна, капитен екипе је искусни новозеланђанин Карл Хејмен, а власник је богати бизнисмен Мурад Буђелал, који је од Тулона направио један од најмоћнијих рагби клубова на свету. Тулон је 2015. ушао у анале историје, постао је први рагби клуб који је три пута за редом освојио титулу шампиона Европе ( 2013, 2014 и 2015. ).
- Куп европских шампиона у рагбију

- Освајач (3) : 2013, 2014, 2015.

- Топ 14

- Шампион (4) : 1931, 1987, 1992, 2014.
- Вицешампион (7) : 1948, 1968, 1971, 1985, 1989, 2012, 2013.

- Куп европских изазивача у рагбију

- Финалиста (2) : 2010, 2012.

Први тим
Ли Халфпени
Тибалт Ласале
Жулијен Каминати
Флоријан Фресиа
Џонатан Пелиси
Делон Армитаџ
Дру Мичел
Брајан Хабана
Ма'а Нону
Максим Мермоз
Мат Гито
Метју Бастарод
Том Тејлор
Фредерик Мишелак
Дуан Вермулен
Стефон Армитаџ
Хуан Смит
Чарлс Оливон
Мамука Горгодзе
Хуан Мартин Фернандез Лобе
Ромаин Таофифенуа
Пол О'Конел
Саму Маноа
Мет Стивенс
Ентони Етрилард
Ксавијер Чиочи